# Bisdom Baker
Het bisdom Baker (Latijn: Dioecesis Bakeriensis) is een rooms-katholiek bisdom met als zetel Baker City, in de Amerikaanse staat Oregon. Het bisdom is suffragaan aan het aartsbisdom Portland in Oregon. 

## Geschiedenis
Het bisdom werd opgericht op 19 juni 1903, als het bisdom Baker City, uit delen van het aartsbisdom Oregon City. Op 16 februari 1952 veranderde het van naam naar bisdom Baker. 

## Parochies
Het bisdom had in 2022 een oppervlakte van 173.013 km2 en telde 557.630 inwoners waarvan 5,7% rooms-katholiek was.

## Bisschoppen
- Charles Joseph O’Reilly (25 juni 1903 - 20 maart 1918)
- Terrence George Brady (18 juli 1918 - september 1918)
- Joseph Francis McGrath (21 december 1918  - 12 april 1950)
  - Leo Fabian Fahey (coadjutor: 13 maart 1948 - 31 maart 1950)
- Francis Peter Leipzig (18 juli 1950 - 26 april 1971)
- Thomas Joseph Connolly (4 mei 1971 - 19 november 1999)
- Robert Francis Vasa (19 november 1999 - 24 januari 2011)
  - William Stephen Skylstad (apostolisch administrator: 24 januari 2011 - 8 maart 2012)
- Liam Stephen Cary (8 maart 2012 - heden)

## Galerij van afbeeldingen

Wapen van het bisdom
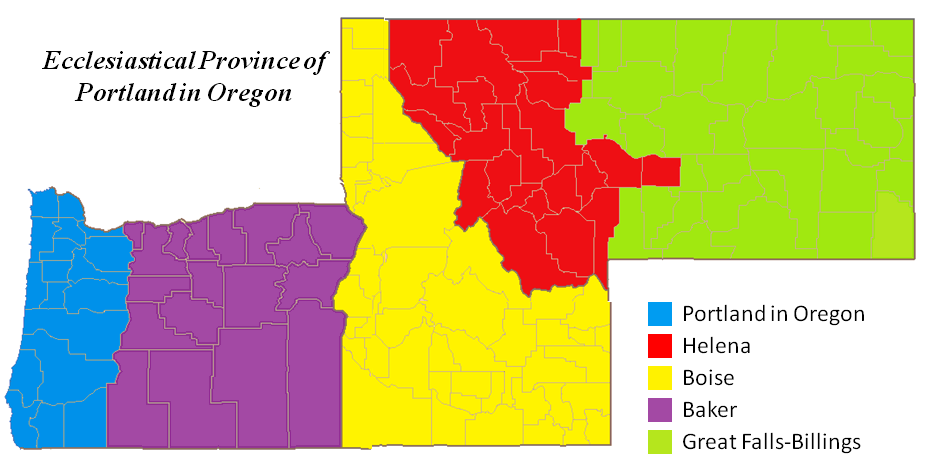
Kerkprovincie met aartsbisdom en suffragane bisdommen

Portland in Oregon (aartsbisdom) · Baker · Boise · Great Falls-Billings · Helena